# My Star
"My Star"(em português:  "Minha estrela") foi a canção que representou a Letónia no Festival Eurovisão da Canção 2000 que teve lugar em Estocolmo, capital da Suécia. Foi a estreia daquele país no Festival Eurovisão da Canção e uma estreia auspiciosa, como veremos.
A referida canção foi interpretada em inglês pela banda Brainstorm. Foi aa vigésima-primeira canção a ser interpretada na noite do festival, a seguir à canção da Finlândia "A Little Bit, cantada por Nina Åström e antes da canção da Turquia "Yorgunum anla", interpretada por Pınar Ayhan & The SOS. A canção da Letónia terminou num brilhante 3.º lugar, tendo recebido um total de 136 pontos. No ano seguinte, a Letónia foi representada por Arnis Mednis que interpretou o tema "Too Much.

## Autores
- Letrista: Renārs Kaupers
- Compositor:Renārs Kaupers

## Letra
A música é comparada, pelo menos, um dos autores do Concurso ao trabalho da banda Oasis, na medida em que é uma canção pop é algo parecida o estilo britpop. Liricamente, a canção fala sobre o vocalista da banda Renars Kaupers (que escreveu e compôs a música sob o pseudónimo Reynard Cowper) e seus sentimentos pela sua amante. Ele diz a ela que "eu vou seguir a minha estrela até o fim dos meus dias / E meu coração vai me levar através de muitas maneiras" antes de pedir a ela para "ser minha noiva em fuga".
O desempenho da banda também é memorável. Kaupers dançou em uma forma relativamente excêntrica, provocando muitos aplausos por parte da plateia. No final de 2005, foi-lhe foi questionado sobre suas habilidades de dança pelo co-anfitriã  Katrina. " Kaupers dançou muito bem, tendo sido muito bem recebido pela plateia ao vivo, bem como a repetição de seus movimentos.

## Versões
A banda gravou também uma versão em letão intitulada "Īssavienojums".